# Pełczyce (województwo świętokrzyskie)
Pełczyce – wieś w Polsce położona w województwie świętokrzyskim, w powiecie staszowskim, w gminie Bogoria. Wieś przynależy do parafii Olbierzowice.

## Części wsi
| SIMC    | Nazwa          | Rodzaj    |
| ------- | -------------- | --------- |
| 0788488 | Pełczyce Dolne | część wsi |
| 0788494 | Pełczyce Górne | część wsi |

## Dawne części wsi – obiekty fizjograficzne
W latach 70. XX wieku przyporządkowano i opracowano spis lokalnych części integralnych dla Pełczyc zawarty w tabeli 1.

| Nazwa wsi – miasta   | Nazwy części wsi – miasta | Nazwy obiektów fizjograficznych – charakter obiektu |
| -------------------- | --- | --- |
| I. Gromada JURKOWICE | | |
| 1. Pełczyce          | 1. Kolonia-Pełczyce Górne 2. Kolonie Pełczyc- kie 3. Kozinek 4. Pełczyce Dolne 5. Pełczyce Górne 6. Smyków 7. Wróblów 8. Zakręty | 1. Dworskie — pole 2. Kolonie Pełczyckie — pole 3. Kozinek — pole 4. Pastwiska — pole 5. Pełczyce Dolne — pole 6. Pełczyce Górne — pole 7. Smyków — pole 8. Wróblów — pole 9. Zakręty — pole |

## Położenie
Wieś położona jest na lessowych wzgórzach Wyżyny Sandomierskiej. Przez wieś przepływa rzeczka Pełczynianka wraz z okresowymi dopływami.

## Historia
O wsiach Pełczyce Wielkie (Major) i Małe (Parva) wspomina Jan Długosz w Liber beneficiorum dioecesis Cracoviensis napisanym w latach 1470–1480. Pełczyce Małe były własnością szlachcica o imieniu Piotr. We wsi znajdowały się łany folwarczne, łany kmiece, karczmy i ogrodziarze (czyli zagrodnicy z rolą), z których dziesięcinę pobierał pleban z Olbierzowic. 

Parva Pelczice, villa sub parochia de Olbierzowice sita, cuius haeres Petrus .... . In qua sunt lanei cmethonales, item tabernae, item hortulaine, item praedia militaria, de quibus omnibus solvitur et conducitur decima manipularis et canapalis, pro ecclesia in Olbyerzowicze. 

Joannis Długosz, Liber beneficiorum dioecesis Cracoviensis, tomus II.

Pełczyce Wielkie należały do Jana Pulya herbu Syrokomla. W Pełczycach Wielkich były również folwarki szlacheckie i łany kmiece przekazujące dziesięcinę do Olbierzowic

Magna Pelczice, villa sub parochia de Olbierzowice sita, cuius haeres Johannes Pulya de domo Szyrokomla.  In qua sunt lanei cmethonales, item tabernae, item hortulaine, item praedia militaria, de quibus omnibus solvitur et conducitur decima manipularis et canapalis, pro ecclesia in Olbyerzowicze, et valor cius aetimatur ad...

Joannis Długosz, Liber beneficiorum dioecesis Cracoviensis, tomus II.

Według rejestru poborowego powiatu sandomierskiego z 1508 r. właścicielką Pełczyc Wielkich była Elżbieta Krzesimowska, która płaciła 1 grzywnę i 12 groszy podatku. Część Pełczyc, Lipniki i inne wsie należały do Pawła Lipnickiego herbu Hołobóg, który płacił 7 grzywien podatku. 
Według rejestru poborowego z 1578 r. podatki płacili:
- Jakub Lipnicki komornik graniczny i podsędek sandomierski, właściciel Pełczyc Wielkich – za 1 osadnika i 1 łan,
- Stanisław Krzesimowski, właściciel części Pełczyc Małych – za 2 zagrodników,
- Andrzej syn Andrzeja, właściciel części Pełczyc Małych – za 2 zagrodników,
- Chronowska, właścicielka części Pełczyc Małych – za 1 osadnika, 1/4 łana i 2 zagrodników.

Według rejestru poborowego z 1629 podatki płacili:
- Jan Deszyński – za część wsi Pełczyce Dolne (dawniej Małe) za  0,5 łana, 5 złp. 6 gr,
- spadkobiercy Stanisława Krzesimowskiego – za część wsi Pełczyce Dolne za  0,5 łana, 4 złp. 20 gr ,
- Wojciech Dzik – za część wsi Pełczyce Dolne za 0,5 łana, 4 złp. 4 gr,
- Piotr Złocki – za wieś Pełczyce Wielkie z 1 łana, 4 złote polskie.

Ksiądz Jan Wiśniewski podaje, że Józef Zyczyński na Pełczycach zapisał 100 zł na parafię w Olbierzowicach, a Zofia Badowska na Pełczycach Dużych zapisała na parafię 200 zł i 100 zł na szpital dla ubogich w Olbierzowicach. W 1731 roku jako szlacheccy mieszkańcy Pełczyc wymieniani są Stanisław Złocki oraz Aleksander Chrzanowski. W 1688 roku klasztor Dominikanów z Klimontowa pobierał jako dziesięcinę 20 złotych polskich ze wsi Pełczyce mniejsze i 26 złotych polskich z Pełczyc większych.
W 1787 roku w Pełczycach Górnych mieszkało 94 osoby wyznania rzymskokatolickiego (30 mężczyzn, 34 kobiety, 5 dzieci w wieku od 7 lat i 25 dzieci w wieku do 7 lat), w tym 3 osoby w wieku ponad 80 lat oraz 4 Żydów (2 mężczyzn i 2 kobiety). Natomiast w Pełczycach Dolnych mieszkały 73 osoby wyznania rzymskokatolickiego (20 mężczyzn, 21 kobiety, 6 dzieci w wieku od 7 lat i 26 dzieci w wieku do 7 lat).
W okresie Rzeczypospolitej Obojga Narodów (I Rzeczpospolita) wieś do 1795 roku wchodziła w skład powiatu sandomierskiego w województwie sandomierskim. Po III rozbiorze wieś znalazła się najpierw w cyrkule sandomierskim w prowincji Nowa Galicja Cesarstwa Austriackiego (lata 1795–1803), a następnie w cyrkule kieleckim (lata 1803–1809).
W latach 1810–1815 wieś znajdowała się w zgromadzeniu gminnym w powiecie sandomierskim, departament radomski Księstwa Warszawskiego. Po 1815 roku wieś w ramach powiatu sandomierskiego w Obwodzie sandomierskim wchodziła w skład województwa sandomierskiego w Królestwie Polskim będącym w unii personalnej z Imperium Rosyjskim. 
W 1827 roku Pełczyce Górne (dawne Wielkie) liczyły 11 domów i 70 mieszkańców, a Pełczyce Dolne (dawne Małe) liczyły 16 domów i 59 mieszkańców.
Po reformie administracji Królestwa Polskiego w 1837 roku wieś wchodziła w skład nowo utworzonego Okręgu sandomierskiego w powiecie sandomierskim w guberni sandomierskiej. Po kolejnej reformie, w roku 1844, wieś znalazła się w gminie Górki w Okręgu sandomierskim, w powiecie sandomierskim nowej guberni radomskiej. Stan ten trwał do 1915 roku. 
W 1885 r. Pełczyce Górne obejmowały 334 morgi, w tym 231 mórg należących do dworu i 13 osadników oraz 103 morgi włościańskie. Wieś liczyła 8 domów i 71 mieszkańców. We wsi znajdował się również folwark należący do Rocha Wacława Żardeckiego. Natomiast Pełczyce Dolne obejmowały 327 mórg, w tym 253 morgi należące do dworu i 15 osadników oraz 74 morgi włościańskie. Wieś liczyła 14 domów i 96 mieszkańców. 
W 1897 roku folwark Pełczyce Górne liczył 229 mórg i 120 sążni. W następnych latach grunty folwarku zostały rozsprzedane miejscowym chłopom. Resztówkę folwarku liczącą 8 mórg i 267 sążni sprzedał w  ostatni właściciel folwarku Stefan Chajęcki w 1919r miejscowemu gospodarzowi (Stanisław Chmielnicki).
W okresie I wojny światowej, po porażkach armii rosyjskiej, wieś w latach 1915–1918 znajdowała się na obszarze okupowanym przez Austro-Węgry zwanym Generalnym Gubernatorstwem Lubelskim.
Po odzyskaniu niepodległości w II Rzeczypospolitej wieś wchodziła w skład gminy Jurkowice w powiecie sandomierskim w województwie kieleckim.
Według spisu z 1921 roku istniały:
- kolonia Pełczyce Dolne licząca 14 domów i 90 mieszkańców,
- wieś Pełczyce Dolne licząca 20 domów i 123 mieszkańców, w tym 7 wyznania mojżeszowego,
- kolonia Pełczyce Górne licząca 13 domów i 73 mieszkańców,
- wieś Pełczyce Górne licząca 15 domów i 94 mieszkańców.

Po przegranej kampanii wrześniowej w 1939 r. wieś w latach 1939–1944 znalazła się pod okupacją III Rzeszy w utworzonym w Generalnym Gubernatorstwie Dystrykcie radomskim i powiecie opatowskim. Wieś na dzień 1 marca 1943 r. liczyła 500 mieszkańców.
W PRL wieś znajdowała się w gminie Jurkowice i ponownie w powiecie sandomierskim, w województwie kieleckim. Na dzień 28 marca 1954 r. gromada Pełczyce liczyła 463 mieszkańców oraz zajmowała powierzchnię 442 hektarów (w tym 383,85 hektara gruntów ornych). Po reformie administracyjnej w 1954 r. weszła w skład gromady Jurkowice. W wyniku kolejnej reformy w 1956 r. wraz z gromadą Jurkowice znalazła się w powiecie staszowskim, a następnie w 1973 r. weszła w skład gminy Bogoria, by w 1975 r., wraz z gminą Bogoria, znaleźć się w nowo utworzonym województwie tarnobrzeskim.

## Literatura
1. Kaczmarek Leon (red. nauk. zeszytu), Taszycki Witold (red. nauk. wyd.): Urzędowe Nazwy miejscowości i obiektów fizjograficznych. 33. Powiat staszowski województwo kieleckie. Komisja ustalania nazw miejscowości i obiektów fizjograficznych (do użytku służbowego). Z: 33. Warszawa: Urząd Rady Ministrów. Biuro do Spraw Prezydiów Rad Narodowych, 1970. Brak numerów stron w książce